# الثقافة التركية الفارسية

خراسان وبلاد ما وراء النهر في القرن الثامن الميلادي.

الثقافة التركية الفارسية المُركبة أو التقليد التركي الإيراني (بالفارسية: فرهنگ ایرانی-ترکی) ترمز إلى الثقافة المُميزة التي ظهرت في القرنين التاسع والعاشر في خراسان وبلاد ما وراء النهر (التي تمثل حاليًا أفغانستان وإيران وأوزبكستان وتركمانستان وطاجكستان وأجزاء كبيرة من قيرغيزستان وكازاخستان). حيث أنها تركز على تقليد مكتوب بالحروف من أصل إيراني وكان تركيًا بقدر ما، تم تأسيسه من قبل أجيال عديدة رعاهم حكام الوراثة التركية. في القرون اللاحقة ، استمرت الثقافة التركية الفارسية من قبل الشعوب الغازية إلى المناطق المجاورة، وأصبحت في النهاية الثقافة السائدة للطبقات الحاكمة والنخبة في جنوب آسيا (شبه القارة الهندية) وآسيا الوسطى وحوض تاريم (شمال غرب الصين) وأجزاء كبيرة من غرب آسيا (الشرق الأوسط).

## الأصول

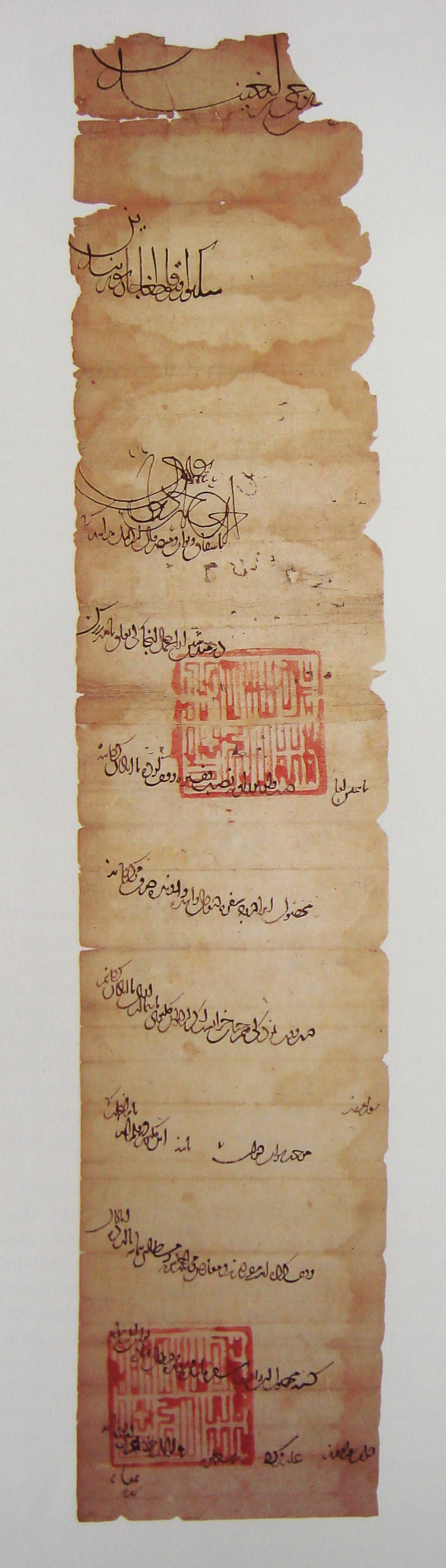
فرمان ، أو مرسوم ملكي ، من قبل غيخاتو 1291-1295 ، باللغتين التركية والفارسية

كانت التقاليد التركو فارسية أحد أشكال الثقافة الإسلامية. إذ كانت إسلامية في تلك المفاهيم التي تخص الفضيلة والاستمرارية وإجادة النقاش فيما يخص القضايا العامة بالإضافة إلى الشؤون الدينية للمسلمين، الذين شكلوا النخبة الحاكمة حينها.
بعد الغزو الإسلامي للإمبراطورية الفارسية، استمرت اللغة البهلوية، لغة الساسانيين، في الاستخدام على نطاق واسع في القرن الثاني الإسلامي (القرن الثامن) كأداة للإدارة في الأجزاء الشرقية من الخلافة الإسلامية. على الرغم من تعريب الشؤون العامة، حافظت الشعوب على جزء كبير من المظهر وأسلوب الحياة المرتبط بفترة ما قبل الإسلام، مع تكيفها لملاءمة تعاليم الدين الإسلامي.
خلال نهايات القرن الأول الإسلامي، بدأ الشعب في الاستياء من تكلفة إبقاء الخلفاء العرب الأمويين الذين أصبحوا فسدة وطغاة. في القرن الثاني الإسلامي (القرن الثامن الميلادي) أدت انتفاضة قادها الفرس بواسطة البطل القومي الإيراني أبو مسلم الخراساني، في جلب قبيلة عربية أخرى لعرش الخلافة (العباسيين). تحت حكم العباسيين، أصبحت التقاليد الفارسية للوزراء البرامكة هي أسلوب الطبقة الحاكمة.
سياسيًا، بدأ العباسيون في خلال وقت قصير في فقدان سيطرتهم، ما تسبب في نتيجتين أساسيتين. الأولى، عزز الخليفة العباسي المعتصم (833-842) بشكل كبير من وجود المرتزقة الأتراك والعبيد المماليك خلال فترة خلافته، الذين حلوا محل العرب والفرس في الجيش، وبالتالي هيمنوا سياسيًا، لتبدأ فترة التضامن التركو فارسي.
ثانيًا، استقل حكام خراسان، الطاهريون بشكل فعلي عن الخلافة، ثم حرر الصفاريون القادمون من سيستان الأراضي الشرقية، ولكنهم استُبدلوا بالدولة السامانية المستقلة على الرغم من إظهارهم الاحترام الصوري للخليفة. نتج عن انفصال الأراضي الشرقية أن الثقافة الفارسية المميزة أصبحت الثقافة السائدة في غرب ووسط وجنوب آسيا، وأصبحت مصدرًا للإلهام والإبداع في جميع بقاع العالم الإسلامي.
ستبقى تلك الثقافة، على الأقل في صيغتها المعدلة في الإمبراطورية العثمانية. خلال القرن الثاني عشر، برزت الثقافات الفارسية عن طريق استخدام اللغة الفارسية الجديدة كأداة للحكم والثقافة، بصعود الفرس الأتراك للتحكم في الجيش، وظهور الأهمية السياسية الجديدة للعلماء غير العرب، وتطوير المجتمع الإسلامي مركب الأعراق.

### اللغة
كانت اللغة البهلوية هي لغة التواصل المشترك للإقليم قبل دخول العرب، ولكن بعدها أصبحت اللغة العربية هي الأداة المفضلة للتعبير الأدبي. من الأسباب الرئيسية التي ساعدت في نشر اللغة الفارسية كلغة مشتركة في طريق الحرير الممتد بين الصين وفرثيا في القرن الثاني قبل الميلاد الذي استمر حتى القرن السادس عشر، كانوا يهود بخارى الذين تجمعوا في بخارى في آسيا الوسطى كطبقة تجار لعبت دورًا أساسيًا في إدارة طريق الحرير.
في القرن التاسع، ظهرت لغة فارسية جديدة كلغة للإدارة والأدب. استمر الطاهريون والصفاريون في استخدام الفارسية كلغة عامية، ولكن بالنسبة لهم كانت العربية هي اللغة الوحيدة الصالحة لتسجيل أي شيء ذي قيمة من الشعر حتى العلوم. ولكن الدولة السامانية جعلت من الفارسية لغة التعليم والخطاب الرسمي. كانت اللغة التي ظهرت في القرنين التاسع والعاشر شكلًا جديدًا من أشكال الفارسية، استندت إلى اللغة البهلوية التي وُجدت في عصور ما قبل الإسلام، ولكنها أُثريت بالكلمات العربية الغزيرة وكُتبت في خط عربي.
بدأت الدولة السامانية في تسجيل شؤون الحكم باللغة العربية وبتلك اللغة، واستُخدمت كاللغة الأساسية العامة. كُتبت أوائل الأشعار السامانية العظيمة بالفارسية الجديدة أثناء الحكم الساماني. شجع السامانيون ترجمة الأعمال الدينية من العربية إلى الفارسية. حتى السلطات العالمة بالإسلام (العلماء) بدؤوا في استخدام اللغة الفارسية كلغة تواصل مع العامة، على الرغم من استمرارهم في استخدام العربية في الأوساط التعليمية. قُدم التتويج الأدبي والإنجاز الكبير، كتاب الملوك للفردوسي، في بدايات اللغة الفارسية الجديدة، أثناء فترة حكم محمود الغزنوي (998-1030)، إذ كان أكثر من مجرد إنجاز أدبي، وكان أحد أشكال المذكرات الوطنية الإيرانية، استثار الفردوسي المشاعر الفارسية الوطنية عن طريق الاستناد إلى الرموز الفارسية البطولية في فترة ما قبل الإسلام. قدم الفردوسي في صورة أدبية أعظم القصص المحفورة في وجدان الذاكرة الشعبية.
قبل تفكك الغزنويين، كان الحكم الساماني يتساقط لصالح حاشيته التركية. امتلك السامانيون حراسهم من المرتزقة الأتراك المماليك (الغلمان)، الذين أُديروا بواسطة الحجّاب بالإضافة إلى البيروقراطية العربية والفارسية التي أديرت بواسطة الوزير. تكون الجيش في غالبيته من المماليك الأتراك. في الجزء الأخير من القرن العاشر، أعطى السامانيون قيادة الجيش للقادة الأتراك.
تمكن هؤلاء القادة من إحكام سيطرتهم على الشؤون العامة السامانية. تسبب صعود الأتراك في العصور السامانية في فقدان السامانيين للمناطق الجنوبية لأحد مماليكهم الذي كان يحكم نيابة عنهم. حكم محمود الغزنوي أقصى الجنوب الشرقي للمناطق السامانية من مدينة غزنة. تسببت الهيمنة التركية في العصور السامانية في سقوط مؤسسات الحكم لصالح قادتها الأتراك، بالإضافة إلى صعود الرعويون الأتراك في المناطق الريفية.

## المُخطط التاريخي

### انتشار التقاليد التركية الفارسية
الثقافة الإسلامية التركية الفارسية التي نشأت في عهد السامانيين الفرس، الغزنويين، والقراخانيون، حملتها السلالات المتعاقبة في غرب وجنوب آسيا ، على وجه الخصوص ، من قبل السلاجقة (1040-1118) ، والدول التي خلفتهم ، الذين ترأسوا بلاد فارس وسوريا والأناضول حتى القرن الثالث عشر ، ومن قبل الغزنويين، الذين سيطروا في نفس الفترة على خراسان الكبرى ومعظم باكستان الحالية. وجهت هاتان السلالتان معًا مركز العالم الإسلامي باتجاه الشرق. عملت المؤسسات على استقرار المجتمع الإسلامي في شكل استمر، على الأقل في غرب آسيا، حتى القرن العشرين.
ازدهرت الثقافة الإسلامية التركية الفارسية لمئات السنين، الثقافة الإسلامية التركية-الفارسية هي مزيج من العناصر العربية والفارسية والتركية ممزوجة في القرنين التاسع والعاشر فيما أصبح في النهاية ثقافة سائدة للطبقات الحاكمة والنخبوية في غرب ووسط وجنوب آسيا. نقل الغزنويون عاصمتهم من غزنة إلى لاهور، والتي حولوها إلى مركز آخر للثقافة الإسلامية. في ظل حكم الغزنويين، تجمّع الشعراء والعلماء من كاشغر وبخارى وسمرقند وبغداد ونيسابور وغزنة في لاهور. وهكذا ، تم جلب الثقافة التركية الفارسية إلى عمق الهند وانتقلت إلى أبعد من ذلك في القرن الثالث عشر.
جلب خلفاء السلاجقة خانات القراخانيون في بلاد ما وراء النهر هذه الثقافة غربًا إلى بلاد فارس والعراق وسوريا. فاز السلاجقة بمعركة حاسمة مع الغزنويين ثم اجتاحوا خراسان، وجلبوا الثقافة الإسلامية التركية الفارسية غربًا إلى غرب بلاد فارس والعراق. أصبحت بلاد فارس وآسيا الوسطى معقلًا للغة والثقافة الفارسية. عندما سيطر السلاجقة على العراق وسوريا والأناضول ، حملوا هذه الثقافة التركية الفارسية إلى أبعد من ذلك، وجعلوها ثقافة محاكمهم في المنطقة إلى أقصى الغرب مثل البحر الأبيض المتوسط. أدى السلاجقة في وقت لاحق إلى ظهور سلطنة روم في الأناضول ، بينما أخذوا معهم هويتهم الفارسية تمامًا ، مما أعطاها تاريخًا أكثر عمقًا وظهوراً هناك. في عهد السلاجقة والغزنويين، أصبحت المؤسسات الدينية الإسلامية أكثر تنظيماً وأصبحت العقيدة السُنية أكثر تقنيناً.
اقترح الفقيه ورجل الدين العظيم الغزالي توليفة من الصوفية والشريعة التي أصبحت أساسًا لعقيدة إسلامية أكثر ثراءً. بصياغة المفهوم السني للتقسيم بين السلطات الزمنية والدينية، قدم أساسًا دينيًا لوجود السلطنة، وهو منصب مؤقت إلى جانب الخلافة، والتي كان في ذلك الوقت مجرد منصب ديني. كانت الوسائل المؤسسية الرئيسية لتكوين إجماع من العلماء حول هذه القضايا العقائدية هي المدارس الدينية ، وهي مدارس إسلامية رسمية منحت ترخيصًا للتدريس. تأسست هذه المدارس لأول مرة في عهد السلاجقة ، وأصبحت وسيلة لتوحيد العلماء السُنة مما أضفى الشرعية على حكم السلاطين. كانت البيروقراطيات مزودة بخريجي المدارس الدينية، لذلك كان كل من العلماء والبيروقراطيين تحت تأثير الأساتذة في المدارس الدينية. كانت الفترة من القرن الحادي عشر إلى القرن الثالث عشر فترة ازدهار ثقافي في غرب وجنوب آسيا. انتشرت ثقافة مشتركة من البحر الأبيض المتوسط إلى مصب نهر الغانج ، على الرغم من التجزئة السياسية والتنوع العرقي.